# Ода моему отцу
«Ода моему отцу» (кор. 국제시장, ром. Gukjesijang, досл. Международный рынок) — южнокорейский семейный фильм 2014 года, снятый режиссёром Юн Дже Гюном. В главных ролях Хван Чон Мин и Ким Юнджин. Фильм охватывает временной период от окончания Корейской войны до наших дней и рассказывает о жизни самой обычной семьи.
«Ода моему отцу» входит в список самых кассовых фильмов Южной Кореи. Он занимает четвёртое место по количеству зрителей и кассовым сборам.

## Сюжет
Действие охватывает несколько десятилетий, от Корейской войны до наших дней. В 1950 году, во время эвакуации из Хыннама, юный Дуксу разлучается с отцом и младшей сестрой. Вместе с матерью, братом и другой сестрой он оказывается в Пусане и начинает помогать тётке управлять небольшим магазином. Многие годы он ждёт возвращения отца и всё это время заботится о семье, ради благополучия которой участвует в опасных предприятиях: работает на немецких угольных шахтах и в охваченном войной Вьетнаме. В Германии он встречает красивую корейскую девушку Юнджа, работающую там медсестрой, и женится на ней. Лишь в 1980-е годы благодаря появлению специальных телепрограмм, направленных на поиск разлучившихся во время войны родственников, у него появляется надежда вновь встретиться с отцом и сестрой...

## В ролях
- Хван Джунмин — Юн Дуксу
- Ким Юнджин — Юнджа
- О Далсу — Далгу
- Джун Джинъюн — Юн Джинкю, отец Дуксу
- Джан Юннам — мать Дуксу
- Ра Миран — тётя Дуксу
- Ким Сылги — Кытсун

## Награды и номинации
- 2015 — номинация на Азиатскую кинопремию за лучший фильм.
- 2015 — две премии «Голубой дракон» за лучшую мужскую роль второго плана (О Далсу) и за лучшую работу художника-постановщика (Рю Сынхи), а также 7 номинаций: лучший фильм, приз зрительских симпатий, лучший режиссёр (Юн Джегюн), лучшая актриса второго плана (Ра Миран), лучший монтаж (Ли Джин), лучшая музыка (Ли Пюнву), лучшее техническое достижение (лучшие визуальные эффекты).
- 2015 — 9 премий «Большой колокол»: лучший фильм, лучший режиссёр (Юн Джегюн), лучший актёр (Хван Джунмин), лучшая мужская роль второго плана (О Далсу), лучший сценарий (Пак Суджин), лучшая операторская работа (Чхой Юнхван), лучший монтаж (Ли Джин), лучший звук, лучшее техническое достижение (лучшие визуальные эффекты). Кроме того, лента получила 6 номинаций: лучшая актриса (Хван Джунмин), лучшая актриса второго плана (Ра Миран), лучшая работа художника-постановщика (Рю Сынхи), лучшая музыка (Ли Пюнву), лучшие костюмы, лучшее освещение.